# Hangaravalli, Chikmagalur
Hangaravalli là một làng thuộc tehsil Chikmagalur, huyện Chikmagalur, bang Karnataka, Ấn Độ.